# Vorsichtsignal

Signalbild des Vorsichtsignals

Das Vorsichtsignal (Zs 7) ist ein Eisenbahnsignal aus der Gruppe der Zusatzsignale und befindet sich an Hauptsignalen.
Es ordnet gemäß Signalbuch (Richtlinie 301 der Deutschen Bahn AG) an: „Am Signal Hp 0 oder am gestörten Lichthauptsignal ohne schriftlichen Befehl vorbeifahren! Weiterfahrt auf Sicht.“
Die betrieblichen Handlungen für eine Zugfahrt mit besonderem Auftrag sowie die Vorgaben für das Fahren auf Sicht sind zu beachten.
Es ist außer bei bestimmten seltenen Altanlagen nur alternativ zu einem Ersatzsignal (Zs 1 oder Zs 8) vorhanden. Das Signalbild lautet: „Drei gelbe Lichter in Form eines V.“

## Technische Voraussetzungen

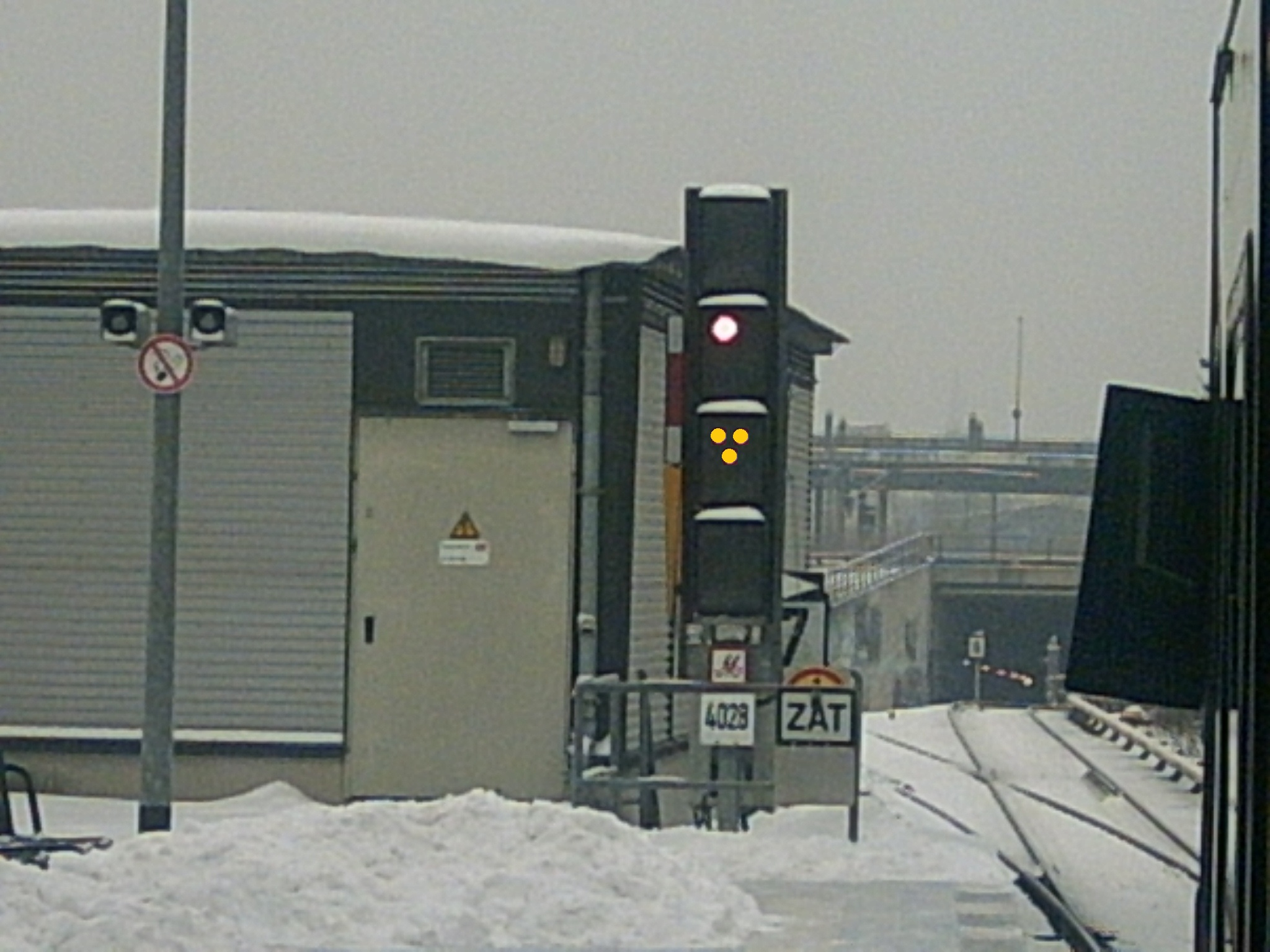
Ein Ks-Signal mit aktivem Vorsichtsignal

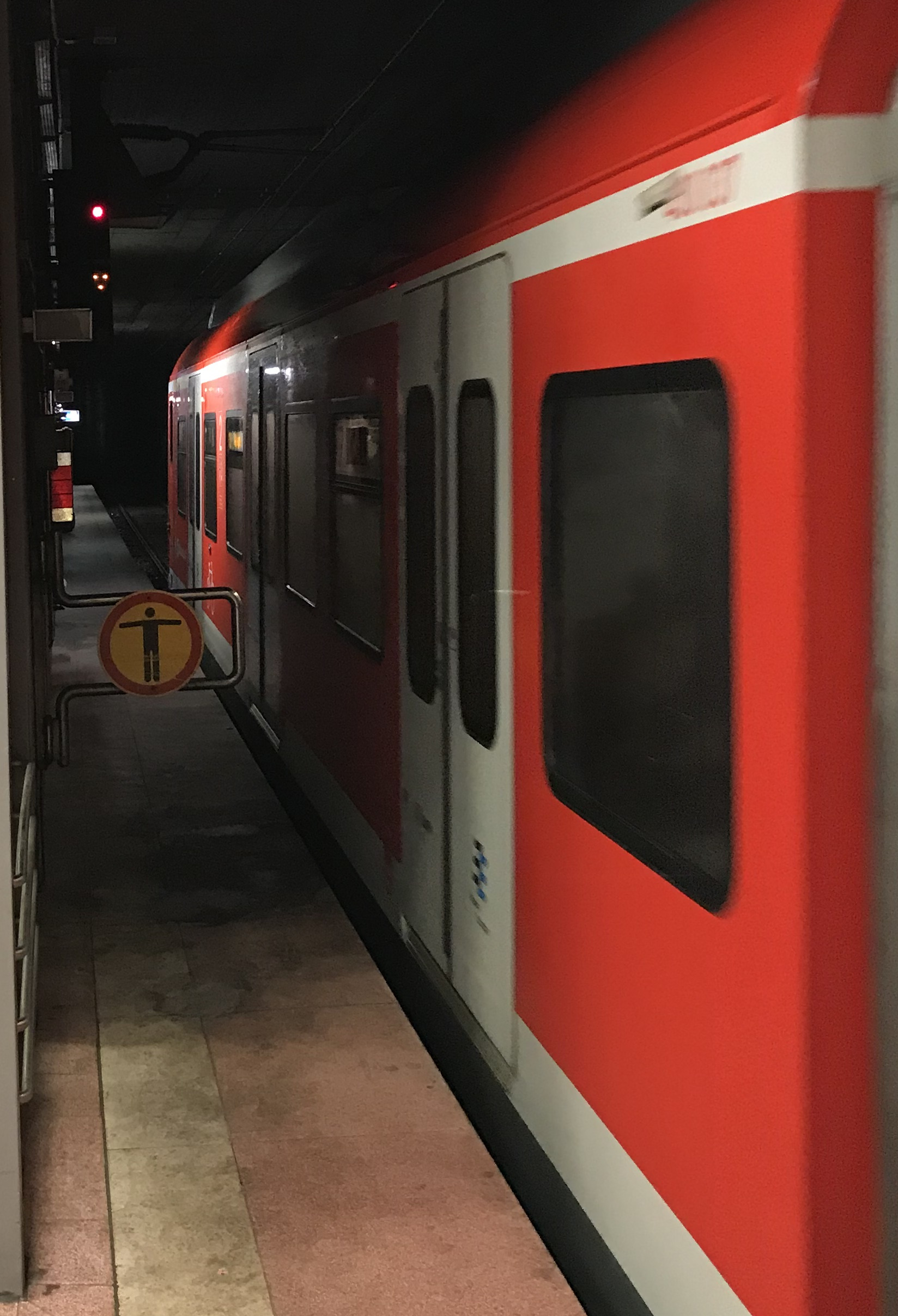
Ein H/V-Signal mit aktivem Vorsichtsignal

Ziel des Vorsichtsignals ist es, bei gestörter Signalanlage den schriftlichen Befehl zur Vorbeifahrt am Halt zeigenden Signal zu ersetzen, wenn nicht sichergestellt werden kann, dass der Fahrweg frei ist und die Zugfahrt daher auf Sicht fahren muss. In einigen seltenen Ausnahmefällen (siehe #Geschichte) wird das Signal auch bei gesichertem, aber nicht freiem Fahrweg, zur Erzielung einer dichteren Zugfolge vollautomatisch durch Stellwerksanlagen angeschaltet.
Das Vorsichtsignal kommt fast nur bei Relais- und elektronischen Stellwerken zum Einsatz. Bei mechanischen und elektromechanischen Stellwerken kann prinzipbedingt fast immer ein Bediener das Freisein des Fahrweges durch Hinsehen prüfen. In seltenen Einzelfällen, in denen mechanische Stellwerke mit Hilfe von Gleisfreimeldeeinrichtungen größere Bereiche abdeckten (und dabei in der Regel die Signale benachbarter Stellwerke übernommen hatten) wurden Vorsichtsignale auch bei mechanischen Stellwerken realisiert.
Aufgrund der Charakteristik als Signal bei Störungen wird seitens des Stellwerks weder die Lage noch der Verschluss der Fahrwegelemente überprüft. Diese Aufgaben muss der Fahrdienstleiter übernehmen (wobei die Stellwerksanlagen ihn hierbei unterstützten können). Lediglich die Verantwortung für das Freisein des Fahrweges kann durch das Vorsichtsignals an den Triebfahrzeugführer abgegeben werden. In Zeiten zentralisierter Stellwerksbedienung ist eine Prüfung des Freiseins des Fahrweges durch Hinsehen faktisch unmöglich. Eine frühere Möglichkeit der Freimeldung durch örtliche Aufsichten ist durch deren flächendeckenden Wegfall gegenstandslos geworden. Wo sie noch vorhanden sind, nehmen sie derartige Aufgaben in der Regel nicht wahr.

## Planungsrichtlinien

Symbol eines Vorsichtsignals (Zs 7) in sicherungstechnischen Plänen

Das Symbol im sicherungstechnischen Lageplan ist eine nach unten zeigende offene Spitze, die über dem zugehörigen Hauptsignal steht.
Das Vorsichtsignal wird in erster Linie am Einfahr- und Zwischensignal verwendet, um dem Fahrdienstleiter das Prüfen des Freiseins der Gleise im Rahmen der Fahrwegprüfung zu erleichtern, die bei Relaisstellwerken und elektronischen Stellwerken häufig nicht auf direktem Weg durch Hinsehen durchgeführt werden kann. Bei gestörter Gleisfreimeldung (die jedoch nur eine von mehreren Ursachen für Störungen an Hauptsignalen sein kann) ist die Anschaltung des Ersatzsignals Zs 1 dann jedoch ausgeschlossen und es muss ein Befehl diktiert werden, was die ortsfeste Ersatzsignalisierung ursprünglich vermeiden sollte. Ist jedoch die Gleisfreimeldung nicht gestört, müsste auch bei Signal Zs 7 auf Sicht gefahren werden, obwohl es aus betrieblicher Sicht nicht notwendig wäre.
Es ist daher in aller Regel bei Neubauten eine Mischform vorzufinden. Bei Einfahr- und Zwischensignalen wird das Vorsichtsignal angewendet, da hier die Wahrscheinlichkeit höher ist, dass tatsächlich Fahrzeuge im Gleis stehen und die Signalabstände in der Regel höchstens 1500 Meter betragen.
Bei Ausfahr- und Blocksignalen wird bei längeren Blockabschnitten eher das Ersatzsignal Zs 1 verwendet, da die durch das Vorsichtsignal angeordnete Fahrt auf Sicht hier zu viel Zeit kosten würde. Störungen der Gleisfreimeldeanlage sind auf der freien Strecke seltener und es ist weniger wahrscheinlich, dass Züge auf der freien Strecke zum Stillstand kommen als im Bahnhof. Die Sicherheit ist immer gegeben, sodass die Unterscheidung lediglich Auswirkungen auf die Flüssigkeit des Betriebes hat (Dauer des Fahrens auf Sicht gegenüber der Dauer des Diktierens eines Befehls).

## Geschichte

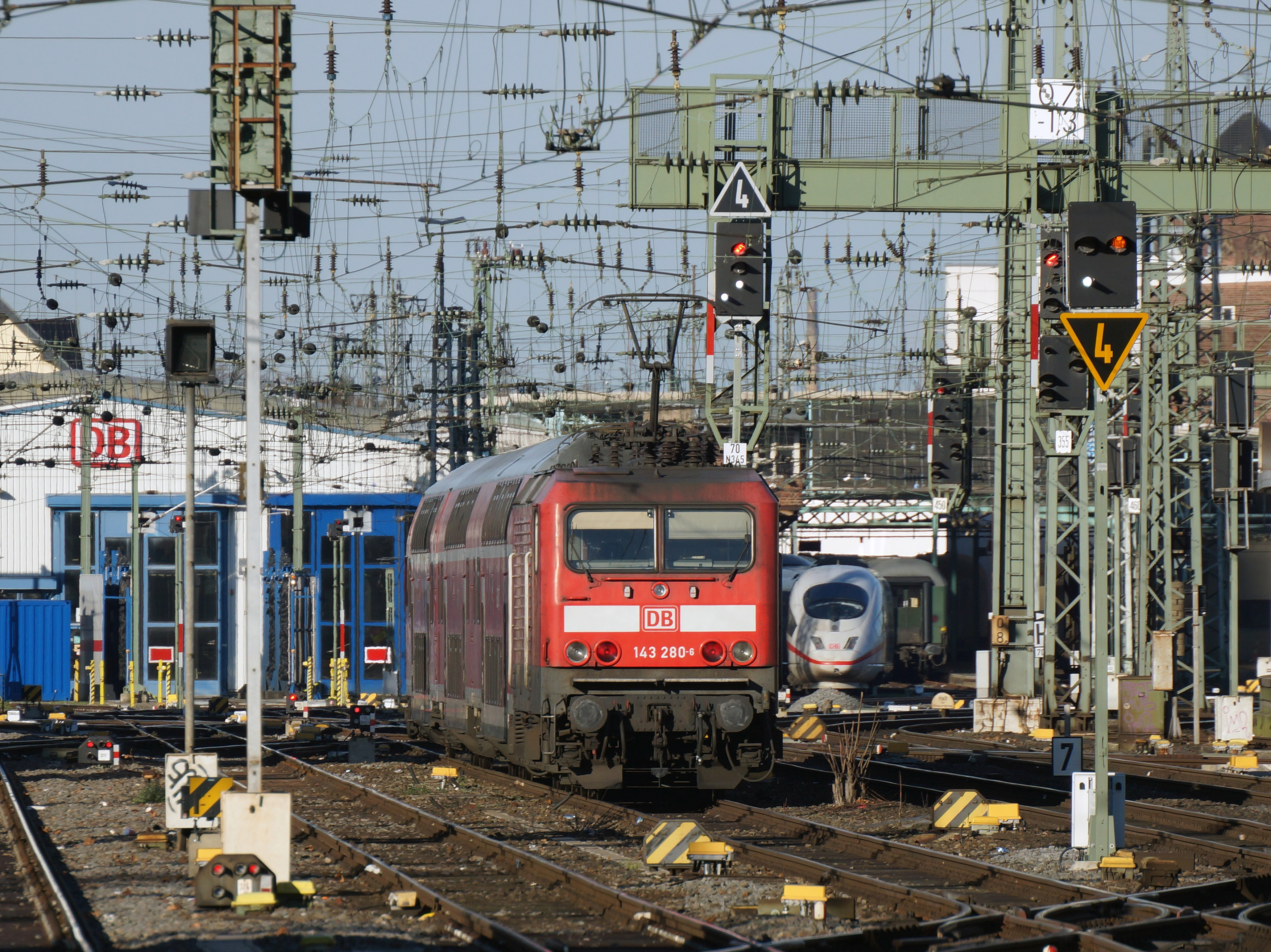
Die ehemalige Strecke mit automatischen Vorsichtsignalen zwischen Köln Hbf und Köln Bbf nach ihrer Umwandlung in ein Bahnhofsgleis. Links vorne sind an dem von hinten zu sehenden Signal 335 noch die beiden Optiken für Zs 1 und Zs 7 zu erkennen.

Das Vorsichtsignal wurde 1951 zunächst als Betriebsversuch auf den stark belasteten Verbindungsgleisen zwischen Köln Hbf und Köln Bbf als Signal „Zs V - Vorsichtsignal -“ eingeführt. Es diente einer dichteren Zugfolge der (fast immer ohnehin nicht mit Fahrgästen besetzten) Züge und wurde automatisch durch die Anlage angeschaltet, wenn sich ein Zug näherte, das Gleis aber noch besetzt war.
In der damaligen Fassung musste die Fahrgeschwindigkeit zwischen Schrittgeschwindigkeit und 30 km/h so eingeregelt werden, dass vor einem Fahrthindernis (Zug) rechtzeitig angehalten werden konnte. Das Signal war ausdrücklich nur bei guter Sicht zu befolgen. Sobald der Streckenabschnitt frei war und das Hauptsignal nicht gestört war, stellte die Anlage bei den Signalen Fahrtbegriffe ein. Das Signal wurde auch nach dem Abbau des Betriebsversuchs Ma-Signale 1959 weiterbetrieben und auch beim Stellwerksneubau im Hauptbahnhof 1975 wieder eingebaut. Für den Störungsfall waren zusätzlich Ersatzsignale montiert, die nicht durch die Anlage geschaltet wurden. Mit Inbetriebnahme des ESTW Köln Bbf 2014 ist die Strecke zwischen dem Hauptbahnhof und dem Betriebsbahnhof in ein Bahnhofsgleis mit Sperrsignalen umgewandelt und sind die Vorsichtsignale demontiert worden. Durch die neue Konstruktion wird im Regelbetrieb als Rangierfahrt und damit auch auf Sicht gefahren.
Bei der Bundesbahn wurde das Signal direktionsübergreifend als Signal Zs 7 am 28. Mai 1972 eingeführt.
Auf der Stammstrecke der S-Bahn Stuttgart war von 1978 bis 2010 ein automatisch gesteuertes Vorsichtsignal in Betrieb, welches die Einfahrt in einen gesperrten Bereich auf Sicht und somit eine dichte Zugfolge mit planmäßig 24 Zügen je Stunde und Richtung ermöglichte. Der Betrieb dieses Signals beruhte auf einer Ausnahmegenehmigung. Das am Beginn der S-Bahn-Rampe stehende Signal wurde automatisch angesteuert, wenn beide Stadteinwärtsgleise der Rampe frei waren und der vorausfahrende Zug den Bahnsteig erreicht hatte. Das Signal wurde aufgrund von Bauarbeiten für das Projekt Stuttgart 21 versetzt, wodurch die zugrundeliegende Ausnahmegenehmigung erlosch und das Signal nicht mehr betrieben werden dürfte. Während dieses Signal (und ein weiteres Signal am Rampenbeginn) außer Betrieb genommen wurde, sind weitere derartige Vorsichtsignale auf der Stammstrecke noch in Betrieb (Stand: 2016). Sie ermöglichen das Nachfahren auf Sicht mit bis zu 30 km/h, wenn der vorausfahrende Zug einen bestimmten Streckenabschnitt geräumt und einen weiteren bereits belegt hat. Von 1978 bis 2018 war dieses Betriebsverfahren auch auf der Stammstrecke der S-Bahn Frankfurt möglich, wurde aber wegen der geänderten Regeln zum Fahren auf Sicht (400 m bis hinter das nächste Signal muss auf Sicht gefahren werden) und der kurzen Haltabstände bereits seit 2006 nur noch am Einfahrsignal Frankfurt Lokalbahnhof Richtung City-Tunnel angewendet.
Bei der Deutschen Reichsbahn hatte das Signal die Bezeichnung Zs 11, aber das gleiche Aussehen. Mit Einführung der Richtlinie 301 als Signalbuch zum Ersatz der DV 301 wurde die Bezeichnung mit Wirkung vom 14. Dezember 2008 auf „Zs 7“ vereinheitlicht.

## LZB, ETCS
Das Ersatzsignal kann auch an „virtuellen“ Signalen (ETCS-Halttafel, Blockkennzeichen) eingerichtet werden.
Im Betrieb mit ETCS Level 2 in Deutschland wird bei einem aktiven Vorsichtsignal am Einstiegssignal eine Fahrterlaubnis in der Betriebsart On Sight (OS) erteilt.
Im Netz der DB wird eine Fahrterlaubnis an einem (virtuellen) Vorsichtsignal bislang nur erteilt, wenn das vorangegangene Signal bzw. Blockkennzeichen passiert wurde. Bei einer dichten Blockteilung würde der Betrieb in der Rückfallebene somit erschwert. Im Kern des Digitalen Knotens Stuttgart werden durchgängig (virtuelle) Vorsicht- statt Ersatzsignale projektiert, da diese ohne zeitaufwendigen Befehl bedient werden dürfen.